# Aplocheilichthys johnstoni
Aplocheilichthys johnstoni är en fiskart som först beskrevs av Günther, 1894.  Aplocheilichthys johnstoni ingår i släktet Aplocheilichthys och familjen Poeciliidae. IUCN kategoriserar arten globalt som livskraftig. Inga underarter finns listade i Catalogue of Life.